# Lijst van voetbalinterlands Brazilië - Nederland (vrouwen)
Deze lijst van voetbalinterlands is een overzicht van alle voetbalwedstrijden tussen de nationale vrouwenteams van Brazilië en Nederland. Brazilië en Nederland hebben zeven keer tegen elkaar gespeeld. De eerste wedstrijd was op 8 juni 1988 in Foshan.

## Wedstrijden
| № | Plaats       | Datum            | Competitie        | Wedstrijd            | Uitslag |
| - | ------------ | ---------------- | ----------------- | -------------------- | ------- |
| 1 | Foshan       | 8 juni 1988      | Onofficieel WK    | Brazilië − Nederland | 2 − 1   |
| 2 | Tilburg      | 6 juni 1997      | Vriendschappelijk | Nederland − Brazilië | 1 − 2   |
| 3 | São Paulo    | 12 december 2010 | Vriendschappelijk | Brazilië − Nederland | 3 − 2   |
| 4 | Nijmegen     | 20 augustus 2014 | Vriendschappelijk | Nederland − Brazilië | 0 − 0   |
| 5 | Valenciennes | 4 maart 2020     | Vriendschappelijk | Nederland − Brazilië | 0 − 0   |
| 6 | Rifu         | 24 juli 2021     | OS 2020           | Nederland − Brazilië | 3 − 3   |
| 7 | Caen         | 16 februari 2022 | Vriendschappelijk | Brazilië − Nederland | 1 − 1   |

## Samenvatting
| Competitie        | Totaal gespeeld | Winst Brazilië | Gelijk | Winst Nederland | Doelsaldo Brazilië – Nederland |
| ----------------- | --------------- | -------------- | ------ | --------------- | ------------------------------ |
| Olympische Spelen | 1               | 0              | 1      | 0               | 3 − 3                          |
| Vriendschappelijk | 6               | 3              | 3      | 0               | 8 − 5                          |
| Totaal            | 6               | 3              | 3      | 0               | 11 − 8                         |